# 约翰·戴维斯 (1978年)
约翰·戴维斯（英語：John Davis，1978年6月30日—），新西兰男子游泳运动员。他曾代表新西兰参加1998年英联邦运动会游泳比赛，获得男子4×200米自由泳接力铜牌。